# Ruy Gómez de Silva
Ruy Gómez de Silva, en portugués Rui Gomes da Silva (Chamusca, Portugal, 1516–Madrid, 29 de julio de 1573), I príncipe de Éboli,  I duque de Estremera, I duque de Pastrana, grande de España y IV señor de Chamusca y de Ulme, fue un aristócrata portugués de relevancia en la corte del rey Felipe II de España y fundador de la casa de Pastrana.

## Biografía

### Infancia en la corte imperial
Ruy Gómez de Silva fue el segundo hijo de Francisco da Silva y María de Noronha, señores de Ulme y de Chamusca, localidad donde nació Ruy en 1516.
Por su calidad de segundón, en 1526, acompañó a su abuelo materno, Rui Telles de Menezes y Silva, mayordomo mayor de Isabel de Portugal, cuando esta se trasladó al Reino de Castilla para su boda con el emperador Carlos V, entrando como menino al servicio de la emperatriz.  El nacimiento del príncipe Felipe en 1527 motivó la cercanía de Ruy al pequeño, al ser nombrado paje del príncipe tras la muerte de la emperatriz Isabel y siendo compañero habitual de juegos, lo que le unió en una estrecha amistad durante toda su vida.
En 1535 cuando Felipe tuvo casa propia, Ruy fue nombrado uno de los cinco gentileshombres de cámara del príncipe, lo que indicó el inicio de su carrera política.

### Matrimonio influyente
Felipe pensó que debía casar a Ruy con una dama de la nobleza castellana, eligiéndose como candidata a Teresa de Toledo, hermana del marqués de Velada. Sin embargo, esta se hizo monja, por lo que se tuvo que buscar una nueva candidata.
La preferida por Felipe era Ana de Mendoza de la Cerda, II duquesa de Francavilla, II marquesa de Algecilla y III condesa-II princesa de Mélito, hija del I príncipe de Mélito, de la poderosa Casa de Mendoza. Ana contaba doce años de edad, lo que no fue inconveniente para que se llevara a cabo el matrimonio, cuyas capitulaciones se firmaron en 1553. Como la novia era muy joven, permanecería unos años en casa de sus padres hasta la consumación del matrimonio, que fue en 1557. Celebrada la ceremonia, Ruy se trasladó con Felipe a Inglaterra, donde el monarca se casó con María Tudor. La estancia inglesa duró hasta 1559.
Ruy y Ana tuvieron diez hijos, de los que solo seis sobrevivieron:
- Diego (ca.1558-1563), muerto de niño.
- Ruy II Gómez de Silva y Mendoza (c. 1563-1630), II duque de Pastrana y IV conde-III príncipe de Mélito,[2] quien casó con Ana de Portugal y Borja, I marquesa de Orani.[2]
- Pedro de Silva y Mendoza, muerto de niño.
- Diego de Silva y Mendoza (Madrid, diciembre de 1564-15 de junio de 1630), III duque de Francavilla y I marqués de Alenquer,[2] se casó en tres ocasiones: en 1577 con Luisa de Cárdenas, matrimonio que fue anulado; en 1591 con María Ana Sarmiento de Villandrando, V condesa de Salinas; después de enviudar, casó con la hermana de su segunda esposa, Mariana Sarmiento de Villandrando, VII condesa de Salinas.[4]
- Ruy Gómez de Silva y Mendoza (1565-30 de enero de 1616), I marqués de la Eliseda, se casó con Ana de Aguilar, Jerónima Fernández de Hijar y Antonia Manrique de Lara, XI condesa de Castañeda.[4]
- Fernando de Silva y Mendoza, luego Fray Pedro González de Mendoza, (1570-1639), arzobispo de Zaragoza.
- María de Mendoza y María de Silva (ca. 1570), gemelas o mellizas, fallecidas en la infancia.
- Ana Magdalena de Silva y Mendoza (1571-1610),[4] mujer de Alonso Pérez de Guzmán el Bueno y Zúñiga, VII duque de Medina Sidonia.
- Ana de Silva y Mendoza (1573-1614), fue la última hija del matrimonio y quien acompañó a su madre en los años de encierro.

### Ascenso al poder

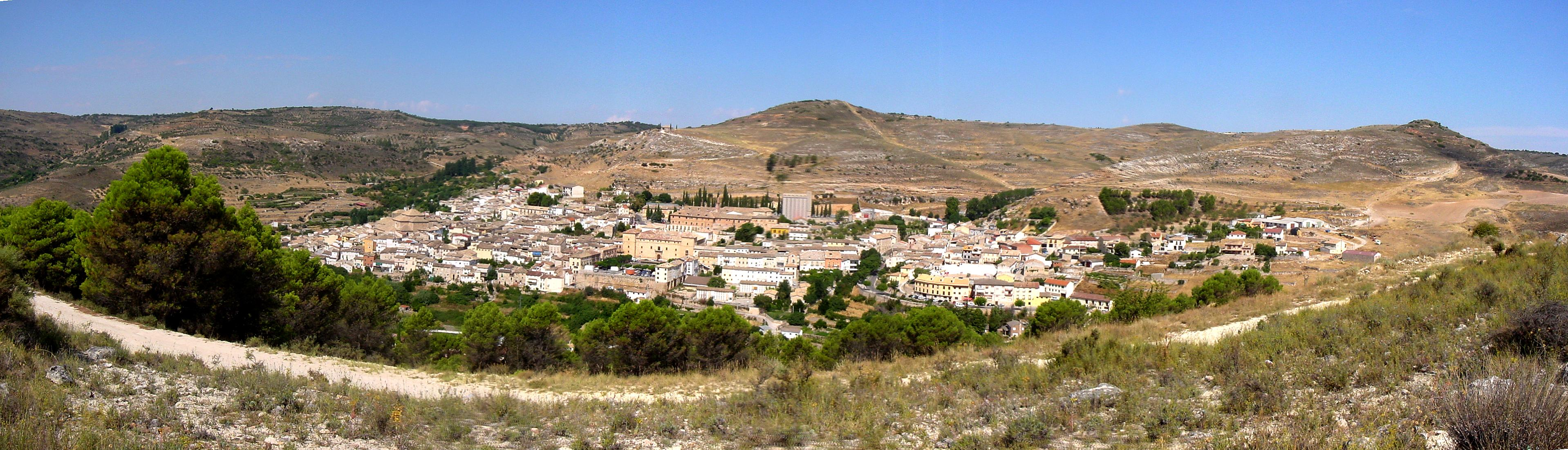
Villa ducal de Pastrana.

Convertido Felipe en rey de España, la confianza hacia Ruy Gómez de Silva fue creciendo.
Recibió todo tipo de cargos y honores: fue sucesivamente Sumiller de Corps, lo que aseguraba una íntima cercanía al monarca, consejero de Estado y Guerra, intendente de Hacienda, contador y primer mayordomo del príncipe Carlos y príncipe de Eboli. Este nuevo título le fue concedido el 1 de julio de 1559 para salvar el rígido protocolo de la corte y así poder tener el rey a su amigo junto a él con la más alta dignidad nobiliaria. 
Posteriormente, las tierras italianas de Éboli fueron vendidas por Ruy para adquirir otras en La Alcarria, más cercanas a Madrid: compró las villas de Estremera y Valdeacerete en primer lugar, y luego la villa de Pastrana, en 1569. El agradecimiento de Felipe a la colaboración prestada se consumó con el nombramiento de duque de Estremera, título que Ruy cambió en 1572 por el ducado de Pastrana con grandeza de España, donde fundó su mayorazgo y la casa de Pastrana. Al morir el hermano mayor de Ruy sin sucesión, este heredó las posesiones paternas de Chamusca y Ulme en Portugal. 
En los cuatro años que restaron desde la compra de Pastrana hasta su muerte, mejoró y amplió los cultivos en Pastrana, trajo a moriscos (expulsados de Granada por Juan de Austria) que iniciaron allí una floreciente industria, logró una feria anual con privilegios especiales y fundó, con su esposa, la Iglesia Colegial de Pastrana (donde está enterrado junto a su esposa). Favoreció la fundación por Santa Teresa de Jesús de dos conventos carmelitas en Pastrana en 1569.
Murió de repente en Madrid el 29 de julio de 1573.

## El partido ebolista
Tan grande fue la influencia de Ruy Gómez de Silva en la corte española —le llamaban "Rey Gómez"— que se hablaba de un partido ebolista, también conocido como partido aragonés, que le disputaba el poder al partido albista, también conocido como partido castellano, dirigido por Fernando Álvarez de Toledo y Pimentel, III duque de Alba de Tormes.
Ambos partidos constituían facciones rivales en la corte del rey Felipe II, enfrentadas por cuestiones como la sublevación de los Países Bajos en la que Ruy prefería solucionar por la vía del compromiso, proponiendo un sistema pactista, menos centralista, similar al del Reino de Aragón, mientras que Alba confiaba más en la fuerza y la represión que representaban el centralismo y el autoritarismo. 
Curiosamente, el pacifista partido de Ruy era partidario de la guerra con Inglaterra, que no deseaba el duque de Alba. También Ruy pasó a liderar la facción de los Mendoza favorable al mantenimiento de una estructura en la que cada territorio de la Monarquía Hispánica tuviera una mayor autonomía, respetando las leyes y fueros de los diferentes reinos. 
El poder que logró Ruy fue tal que, al casar a su hija mayor Ana de Silva y Mendoza con el hijo del duque de Medina Sidonia, las capitulaciones mostraron iguales en importancia a ambos cónyuges. 
Tras su muerte, el partido ebolista siguió encabezado por Antonio Pérez, secretario del rey, aunque su caída fue inminente.